# Castine-en-Plaine
Castine-en-Plaine est une commune française située dans le département du Calvados en région Normandie, peuplée de 1 758 habitants.

## Géographie
La commune est située au cœur de la plaine de Caen.

### Hydrographie
La commune est située dans le bassin Seine-Normandie. Elle n'est drainée par aucun cours d'eau,.

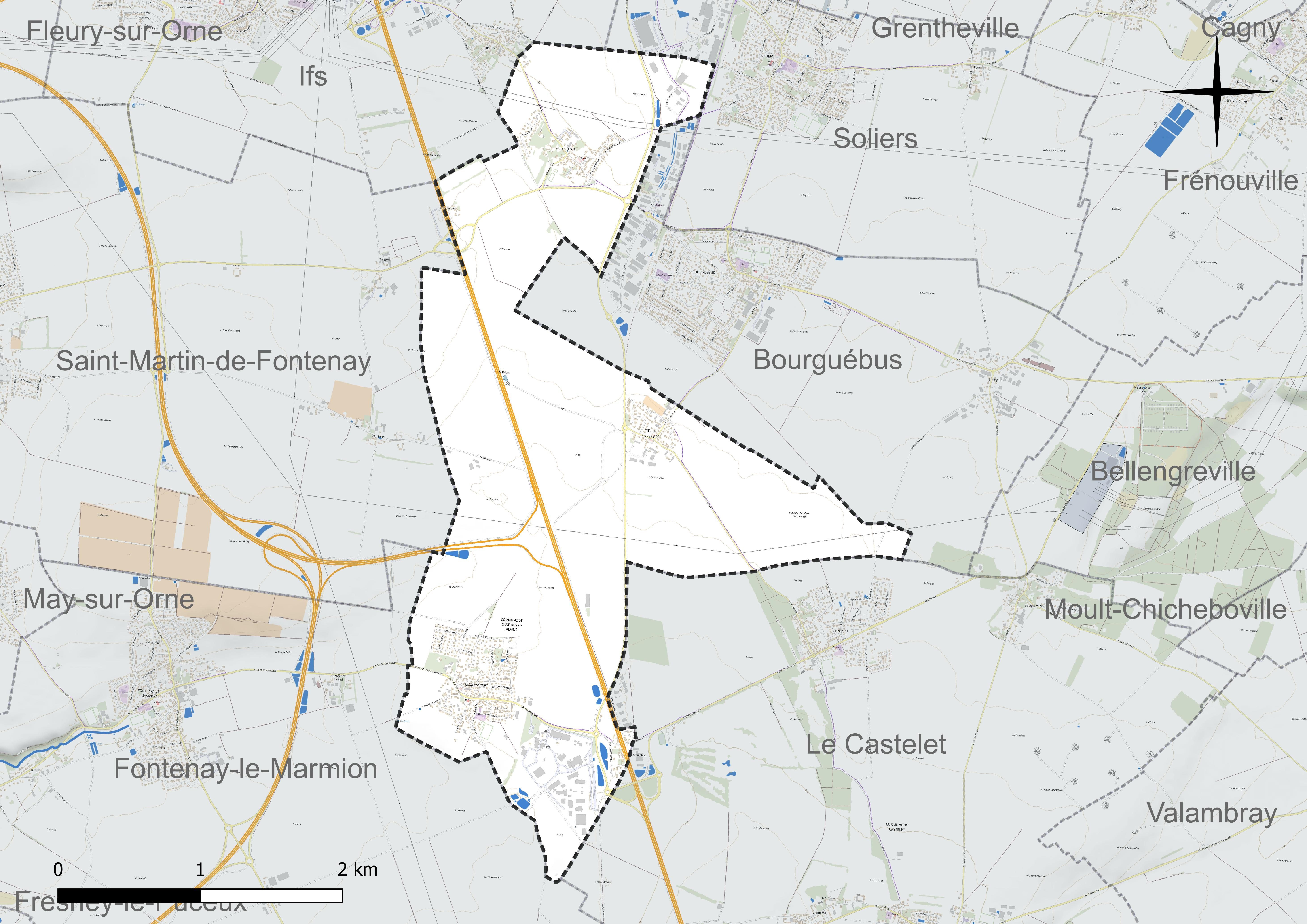
Réseau hydrographique de Castine-en-Plaine.

### Climat
Pour des articles plus généraux, voir Climat de la Normandie et Climat du Calvados.
En 2010, le climat de la commune est de type climat océanique altéré, selon une étude du CNRS s'appuyant sur une série de données couvrant la période 1971-2000. En 2020, Météo-France publie une typologie des climats de la France métropolitaine dans laquelle la commune est exposée à un climat océanique et est dans la région climatique Normandie (Cotentin, Orne), caractérisée par une pluviométrie relativement élevée (850 mm/a) et un été frais (15,5 °C) et venté.
Pour la période 1971-2000, la température annuelle moyenne est de 10,3 °C, avec  une amplitude thermique annuelle de 12,2 °C. Le cumul annuel moyen de précipitations est de 698 mm, avec 12,1 jours de précipitations en janvier et 7,5 jours en juillet. Pour la période 1991-2020, la température moyenne annuelle observée sur la station météorologique la plus proche, située sur la commune de Saint-Sylvain à 9 km à vol d'oiseau, est de 11,5 °C et le cumul annuel moyen de précipitations est de 681,2 mm,. Pour l'avenir, les paramètres climatiques de la commune estimés pour 2050 selon différents scénarios d'émission de gaz à effet de serre sont consultables sur un site dédié publié par Météo-France en novembre 2022.

## Urbanisme

### Typologie
Au 1er janvier 2024, Castine-en-Plaine est catégorisée bourg rural, selon la nouvelle grille communale de densité à 7 niveaux définie par l'Insee en 2022.
Elle est située hors unité urbaine. Par ailleurs la commune fait partie de l'aire d'attraction de Caen, dont elle est une commune de la couronne,. Cette aire, qui regroupe 296 communes, est catégorisée dans les aires de 200 000 à moins de 700 000 habitants,.

## Toponymie
Le nom de la commune a été choisi en référence à la géologie locale. La castine est une pierre calcaire qui fut notamment extraite à proximité, dans les carrières proches de Rocquancourt, par la Société métallurgique de Normandie pour l'exploitation de ses minerais de fer. Le mot castine est issu de l'allemand Kalkstein, « pierre à chaux, calcaire », composé de Kalk, « chaux » et de Stein, « pierre ». Dans la plaine de Caen.

## Histoire
La commune nouvelle est formée de la réunion des communes de Hubert-Folie, Rocquancourt et Tilly-la-Campagne. La création de cette commune a été actée pour le 1er janvier 2019 par un arrêté préfectoral du 19 décembre 2018.

## Politique et administration

### Liste des maires
| Période      | Période  | Identité          | Étiquette | Qualité                       |
| ------------ | -------- | ----------------- | --------- | ----------------------------- |
| janvier 2019 | mai 2020 | Denis Viel        |           | Professeur université de Caen |
| mai 2020     | En cours | Florence Bouchard | SE        | Infirmière                    |

### Communes déléguées
| Nom                  | Code Insee | Intercommunalité | Superficie (km2) | Population (dernière pop. légale) | Densité (hab./km2) |
| -------------------- | ---------- | ---------------- | ---------------- | --------------------------------- | ------------------ |
| Rocquancourt (siège) | 14538      | Caen la Mer      | 2,75             | 884 (2016)                        | 321                |
| Hubert-Folie         | 14339      | Caen la Mer      | 1,93             | 369 (2016)                        | 191                |
| Tilly-la-Campagne    | 14691      | Caen la Mer      | 3,55             | 189 (2016)                        | 53                 |

## Population et société

### Démographie
L'évolution du nombre d'habitants est connue à travers les recensements de la population effectués dans la commune depuis sa création.
En 2022, la commune comptait 1 758 habitants, en évolution de +21,91 % par rapport à 2016 (France hors Mayotte : +2,11 %).
| 2015  | 2020  | 2022  |
| ----- | ----- | ----- |
| 1 394 | 1 699 | 1 758 |

## Culture locale et patrimoine

### Lieux et monuments
- Église Notre-Dame d'Hubert-Folie.
- Église Saint-Martin de Rocquancourt.
- Église Saint-Denis de Tilly-la-Campagne.